# Pseudomops luctuosus
Pseudomops luctuosus es una especie de cucaracha del género Pseudomops, familia Ectobiidae. Fue descrita científicamente por Saussure en 1868.
Habita en Surinam, Guayana Francesa y Brasil.